# محمدحسین بدیعی
محمد حسین بدیعی سیاست‌مدار و مدیر ارشد اجرایی ایرانی است، که در دوره‌ بیست و سوم مجلس شورای ملی بعنوان نماینده اهواز از استان خوزستان در مجلس شورای ملی حضور داشت.